# Cacia flavomarmorata
Cacia flavomarmorata là một loài bọ cánh cứng trong họ Cerambycidae.